# کوجی آریمورا
کوجی آریمورا (انگلیسی: Koji Arimura؛ زادهٔ ۲۵ اوت ۱۹۷۶) بازیکن فوتبال اهل ژاپن است.
از باشگاه‌هایی که در آن بازی کرده‌است می‌توان به باشگاه فوتبال ویسل کوبه، باشگاه فوتبال ناگویا گرامپوس، و باشگاه فوتبال ساگان توسو اشاره کرد.